# Rhomborhina taiwana
Rhomborhina taiwana är en skalbaggsart som beskrevs av K. Sawada 1949. Rhomborhina taiwana ingår i släktet Rhomborhina och familjen Cetoniidae. Inga underarter finns listade i Catalogue of Life.